# 茅山镇 (兴化市)
茅山镇，是中华人民共和国江苏省泰州市兴化市下辖的一个乡镇级行政单位。
2021年3月11日，撤销茅山镇，其行政区域并入新设立的戴南镇。

## 行政区划
茅山镇下辖以下地区：
茅山社区、姜太村、茅山东村、茅山西村、纪荀村、茅山北村、朝阳庄村、薛杨村、孙王村、顾冯村和南朱庄村。